# Sistema de Cavernas Estrela Ascendente
O Sistema de Cavernas Estrela Ascendente (também conhecido como caverna Westminster ou Império)   está localizado nas dolomitas de Malmani, no vale do rio Bloubank, a cerca de 800 metros (0,50 milhas; 2 600 pés) a sudoeste de Swartkrans, parte do chamado Berço da Humanidade, Patrimônio Mundial da África do Sul. A espeleologia recreativa ocorre lá desde a década de 1960. Os fósseis encontrados na caverna a partir de 2013 foram, em 2015, propostos para representar uma espécie extinta de hominídeo anteriormente desconhecida chamada Homo naledi.

## Partes da caverna

Secção geral da Caverna Estrela Ascendente

O nome da espécie, naledi ("estrela" em Sesoto ), e o nome da câmara onde estavam localizados os ossos, Dinaledi ("Câmara das Esrelas") foram assim nomeados por membros da Expedição Estrela Ascendente.
A partir da entrada da caverna, passamos por uma parte chamada Passagem do Super-Homem, assim chamada por só poder ser ultrapassada segurando um braço firmemente contra o corpo e estendendo o outro acima da cabeça, à maneira do Super-Homem em voo.
Após passar o Rastejamento do Super-Homem chegamos a uma ampla câmara chamada Câmara Costas do Dragão, cujo final inclui uma subida exposta de aproximadamente 15 m até uma crista de um bloco de dolomita de bordas afiadas que caiu do teto em algum momento no passado distante. Este bloco é a chamada  Costas do Dragão, assim chamado porque a rota de escalada parece progredir da cauda para a cabeça ao longo da espinha de uma besta mítica.
Por fim, após descer por um poço vertical chamado Chaminé chega-se a Câmara Dinaledi onde estão localizados os ossos.

## História
Os geólogos acreditam que a caverna em que os fósseis foram descobertos não tem mais de três milhões de anos.
A caverna foi explorada na década de 1980 pelo Clube de Exploração Espeleológica (SEC), um ramo local da Associação Sul-Africana de Espeleologia (SASA).
Em 13 de setembro de 2013, enquanto exploravam o sistema de cavernas, os espeleólogos amadores Rick Hunter e Steven Tucker, do SEC, encontraram uma "chaminé" estreita orientada verticalmente medindo 12 m de comprimento com uma largura média de 20 cm. Então Hunter descobriu uma sala subterrânea de 30 m (a Câmara Dinaledi), cuja superfície estava repleta de ossos fósseis.
Lee Berger, da Universidade de Witwatersrand, organizou uma expedição para escavar os fósseis, que começou em 7 de novembro de 2013.  A expedição foi financiada pela Fundação Nacional de Pesquisa da África do Sul e pela National Geographic Society.
Mais de 1 200 elementos fósseis foram recuperados e catalogados em novembro de 2013, representando pelo menos uma dúzia de indivíduos. A distribuição em camadas dos ossos, em sedimentos ricos em argila, sugere que eles foram depositados por um longo período de tempo, talvez séculos. Apenas um metro quadrado da câmara da caverna foi escavado; outros restos mortais ainda podem estar lá.